# K2-3b
قالب:نصف القطر الكوكبي
K2-3b (ويعرف أيضاً باسم EPIC 201367065 b) هو كوكب خارج المجموعة الشمسية يدور حول النجم K2-3 (وهو قزم أحمر) مرة كل 10 أيام. وهو ثاني أكبر كوكب من حيث الضخامة والكثافة في النظام، إذ أنه أكبر من كتلة الأرض بثمان مرات، تبلغ كثافته 4.32 غم\سم3. كثافة الكوكب المعتدلة تعني أنه كوكب محيطي على نمط غليزا 1214b.